# ヴァルター・マイスナー
フリッツ・ヴァルター・マイスナー（Fritz Walther Meißner (Meissner), 1882年12月16日 - 1974年11月16日）は、ドイツの物理学者。超伝導の特性の1つであるマイスナー効果を発見した。

## 生涯
1882年にドイツ帝国のベルリンに生まれる。ミュンヘン工科大学で機械科工学と物理学をマックス・プランクの元で研究した。そして、ベルリンの物理工学院（Physikalisch-Technische Reichsanstalt）に入った。
1922年から1925年にかけて世界で3番目に大きかったヘリウム液化装置を設立。
1920年頃、タンタル（Ta、4.47K）、ニオブ（Nb、9.25K）、チタン（Ti、0.4K）、トリウム（Th、1.38K）といった新しい超伝導元素を発見した。そして、合金と化合物にも着目し、1930年にTc（転移温度）が初めて10Kを超えるNbCを発見した。
1933年に超伝導の性質のひとつであるマイスナー効果を発見した。弟子であるオクセンフェルトと共に発見したのでマイスナー・オクセンフェルト効果ということもある。
1934年にミュンヘン工科大学の技術物理学長になる。
第二次世界大戦の後に、バイエルン科学・人文科学アカデミー長になる。
1946年に、彼はアカデミーの最初の低温研究コミッションの指導官に任命される。研究所はHerrsching（ミュンヘン近郊の避暑地）に位置しているが、1965年までAmmersee（アマー湖）にあった。ガーヒング（バイエルン州の都市）に動かされた。1970年サイモン記念賞受賞。
1974年にミュンヘンにて永眠。